# Ochropleura vietteana
Ochropleura vietteana är en fjärilsart som beskrevs av Plante 1979. Ochropleura vietteana ingår i släktet Ochropleura och familjen nattflyn. Inga underarter finns listade i Catalogue of Life.